# Jagtial
Jagtial ist eine Stadt im indischen Bundesstaat Telangana.
Die Stadt ist Hauptort des Distrikts Jagtial. Jagtial hat den Status einer Municipality. Die Stadt ist in 13 Wards gegliedert. Sie hatte am Stichtag der Volkszählung 2011 in der urbanen Agglomeration 103.930 Einwohner, von denen 51.828 Männer und 52.102 Frauen waren. Die Alphabetisierungsrate lag 2011 bei 77,5 % und damit unter dem nationalen Durchschnitt für Städte.